# Brasserie de Sarrebourg
La brasserie de Sarrebourg (en allemand « Saarburger Brauerei ») est une ancienne brasserie lorraine installée à Sarrebourg dans le département de la Moselle. Fondée en 1820, elle est fermée en 1970.

## Historique

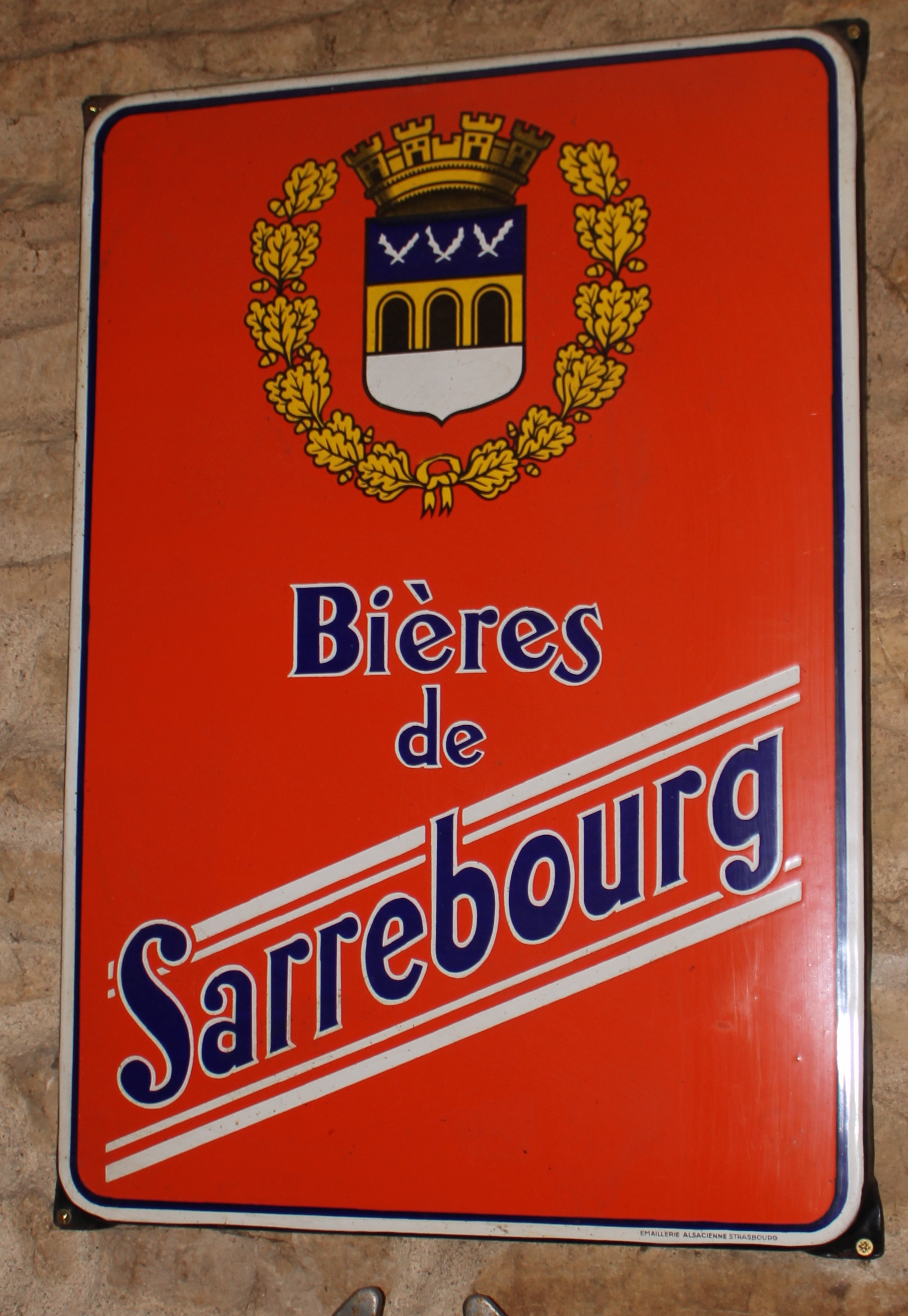
Ancienne plaque émaillée Bières de Sarrebourg.

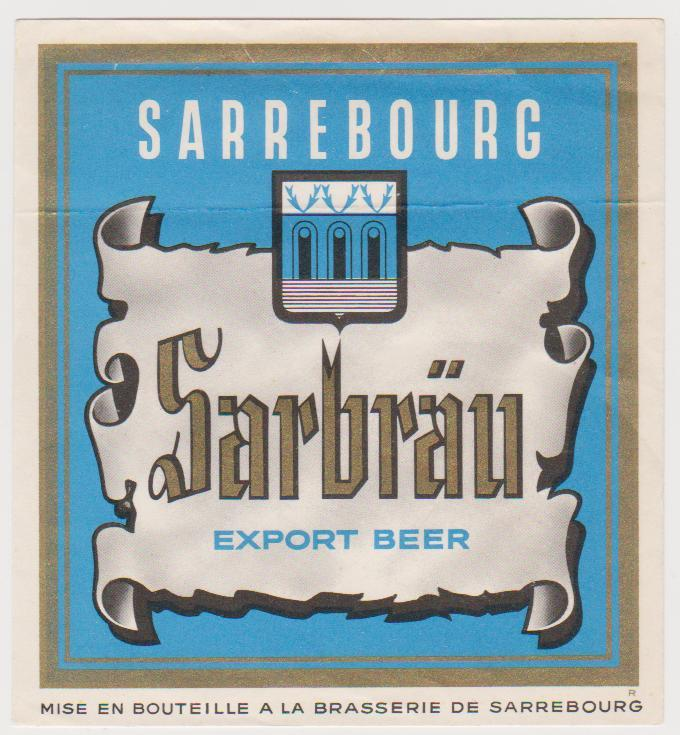
Étiquette Sarbräu.

La brasserie du Dauphin est fondée à Sarrebourg par la famille Antoni en 1820. Elle est rachetée par deux industriels allemands en 1896, durant l'annexion de l'Alsace-Lorraine, et prend le nom de « Gebrüder Lutz-Lutzbrau ». Elle est alors agrandie et modernisée. En 1904 elle produit 20 000 hectolitres de bière et emploie 24 personnes.
La brasserie devient une société anonyme de droit local en 1905 et se renomme « Saarburger Brauerei Gebrüder Lutz ».
Lors du retour à la France, elle passe sous le contrôle de la brasserie de Dombasle-sur-Meurthe.
En 1924, elle devient une société anonyme de droit français et adopte le nom de brasserie de Sarrebourg. En 1928, elle produit 60 000 hectolitres et emploie 70 personnes.
En juin 1940, à la suite de la seconde annexion de l'Alsace-Lorraine, son nom est germanisé en « Saarburger Brauerei AG » puis redevient brasserie de Sarrebourg après la guerre.
La brasserie ne possédait pas d'embranchement ferroviaire particulier mais dès 1941 elle se dote de wagons isothermes construits par De Dietrich.
La brasserie de Sarrebourg fusionne avec la brasserie de l'Espérance de Schiltigheim en 1967. Elle est définitivement fermée en 1970.

## Les bières
- Sarpils ;

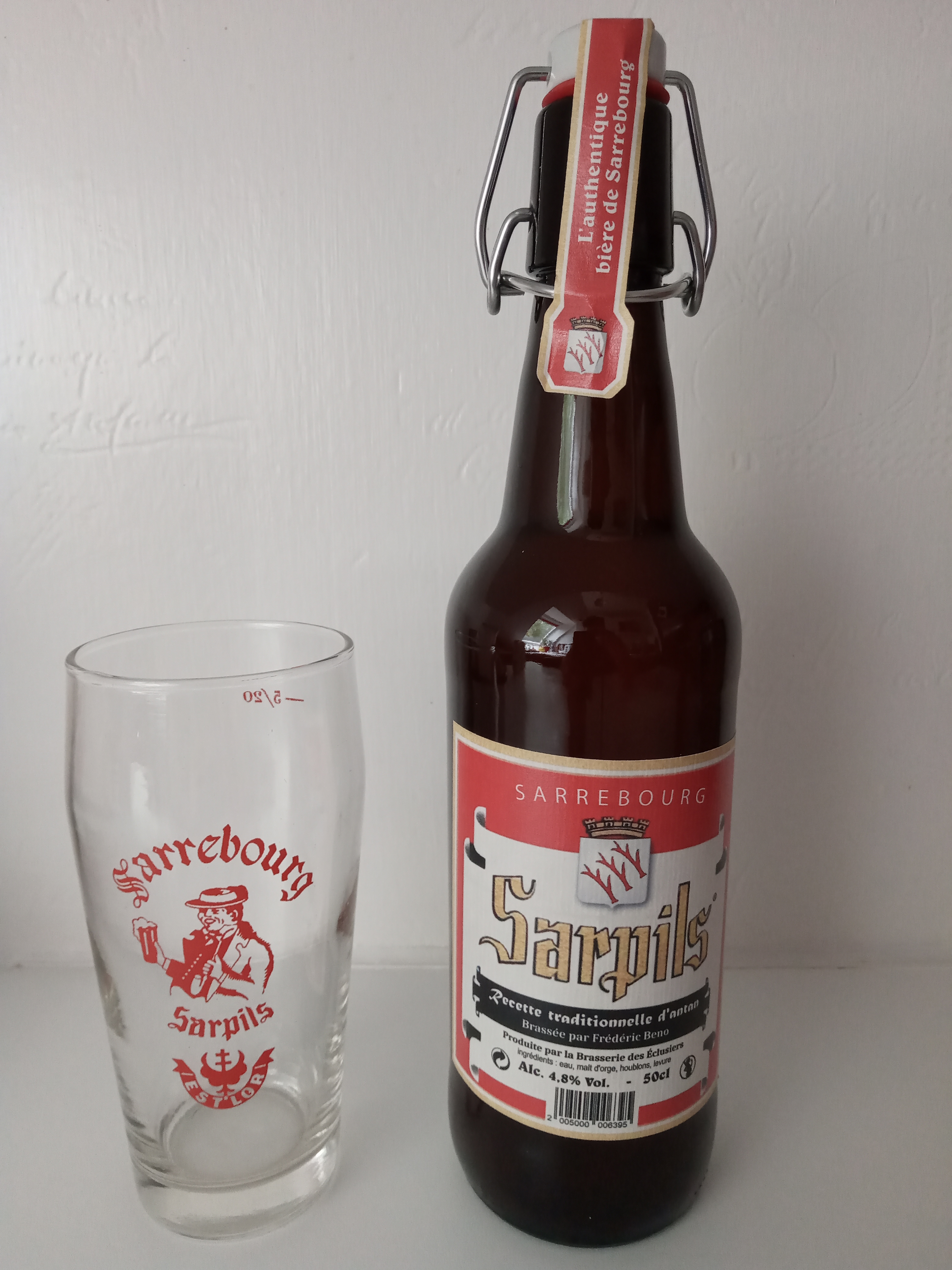
Nouvelle bouteille Sarpils (2020) et verre.

- Sarbock, bière peu alcoolisée (3 %) ;
- Sarbräu ;
- Sarrator ;
- Sarlor ;
- Spéciale ;
- Extra Brune ;
- Jador, limonade et soda.

En 2019, la Sarpils réapparaît brassée par la brasserie artisanale des Éclusiers  à Henridorff.

## Patrimoine
Les bâtiments de la brasserie sont démolis en 1974 pour permettre la construction d'un supermarché. L'ancienne villa de la brasserie, la villa Weyerstein, et son parc ont été sauvegardés.
La rue qui traverse le parking du supermarché a été nommée rue de l'ancienne brasserie. 

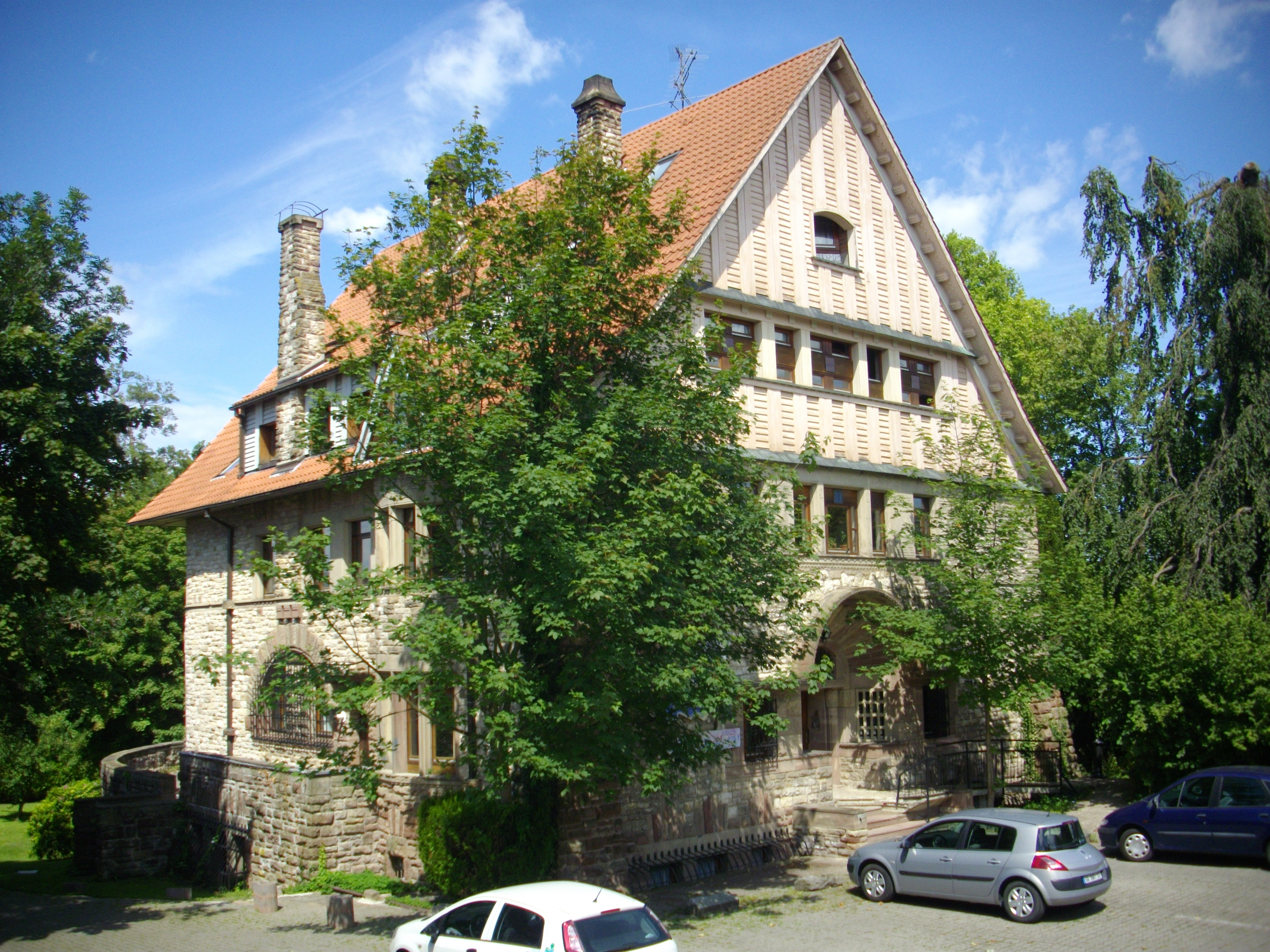
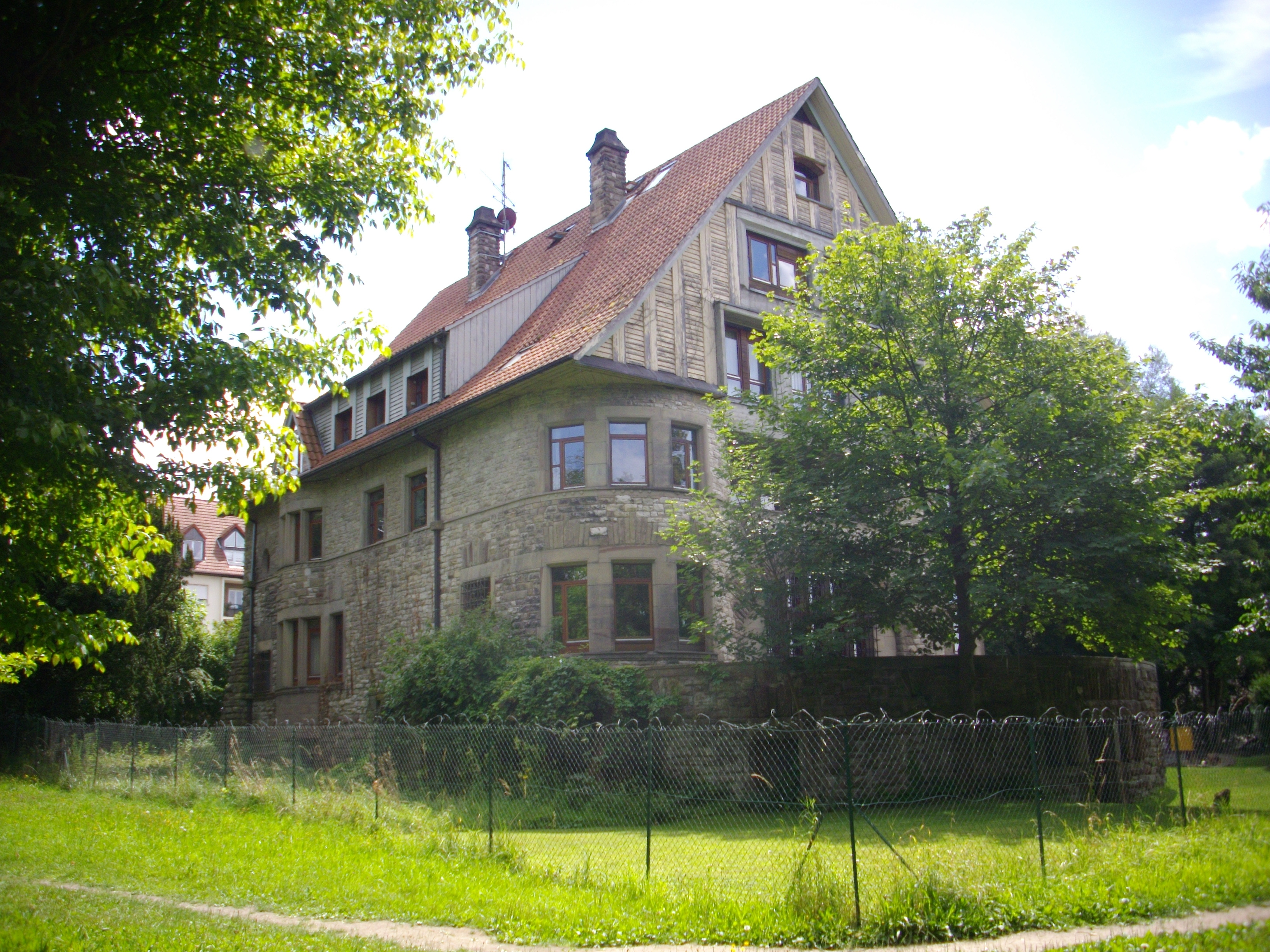
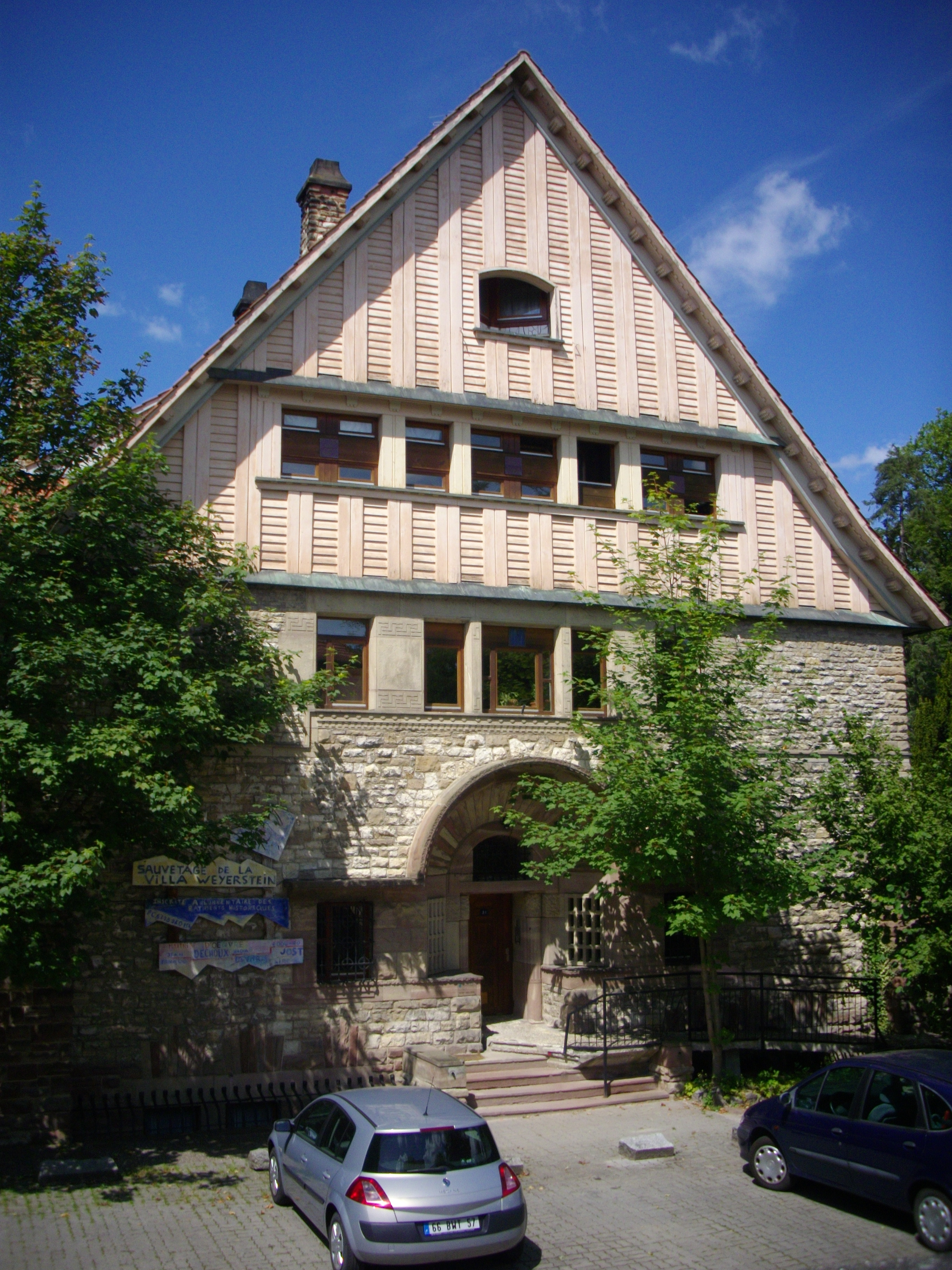

### Sources
- Article du Républicain Lorrain du 22 février 2014.
- La brasserie de Sarrebourg sur « Sarrebourg-Réding Blogspot ».
- La brasserie de Sarrebourg sur le blog « Bière et Brasseries de Moselle ».